# 이세원 (영화 감독)
이세원 (1976년 1월 14일 ~ )은 대한민국의 영화 감독이다.

## 학력
- 남사중학교
- 장안대학교(산업디자인과)
- 중국심양사범대학교(중국어과)

## 생애
이세원은 1975년 서울특별시에서 태어났다. 미술에 관심이 화가를 꿈꾸던 학생이었다. 잠시 개봉관 극장 간판을 그리기도 하였다.
남사중학교를 졸업한 신한고등학교 인문계열을 다니다 자퇴했다.  이 후 방송프로덕션에서 촬영 아르바이트를 하다 본격적으로 방송 영화쪽에 일에 참여하는 계기가 되었다. 2009년 (주)매일방송을 설립 인터넷방송과 케이블 방송사업을 시작하며 다큐멘터리를 제작하였다.
중국에서 파문영화드라마제작유한공사를 설립 영화<밀실계획><산촌귀곡>등을 제작하였고 100여편이 넘는 광고와 영화 편집과 CG에 참여했다. 

## 작품 활동
2023년 민족 혈연의 강을 발표하였다.